# Tres Picachos
Les Tres Picachos (en espagnol « Trois gros pics ») sont un sommet de la cordillère Centrale sur l'île de Porto Rico.

## Géographie
Les Tres Picachos se trouvent à la jonction des territoires des municipalités de Ciales et de Jayuya au centre de l'île. Septièmes plus hauts sommets de l'île, ils s'élèvent à une altitude de 1 205 mètres.